# アンドロマリウス

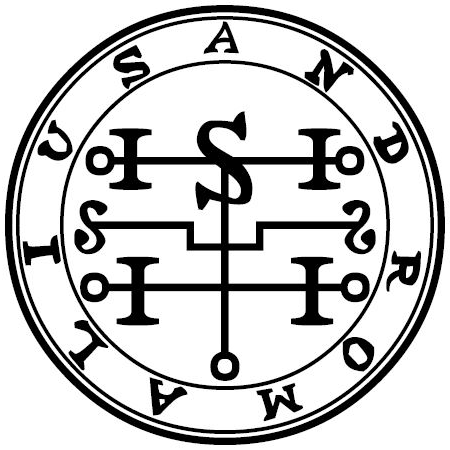
『ゴエティア』に記されたアンドロマリウスのシジル

アンドロマリウス（Andromalius）は、悪魔学における悪魔の一人。

## 概要
『ゴエティア』によると、地獄の36の軍団を率いる序列72番の大いなる伯爵。
巨大な蛇を手にした人間の姿で現れるとされる。盗人を捕らえ盗品を取り戻し、悪と不正を発見し、あらゆる盗人やその他の邪悪な人間を罰し、隠された財宝を発見する事に力を発揮するという。
『悪魔の偽王国』には登場しておらず、コラン・ド・プランシーの『地獄の辞典』にも取り上げられていない。

## 日本のオカルトでのアンドロマリウス
伝統的な悪魔に独自設定を付け加えて考察することで知られる江口之隆は、『西洋魔物図鑑』でアンドロマリウスはカナン神話の盗賊の神だったのではないかと推測している。